# Superfly (album)
Pour les articles homonymes, voir Superfly.
Albums de Curtis Mayfield
Roots
(1971) Back to the World
(1973)
Superfly est un album contenant la bande originale du film Superfly. Il est considéré comme un classique de la musique soul des années 1970.
Avec What's Going On de Marvin Gaye, Superfly fut un pionnier parmi les albums concept dans la musique soul. Curtis Mayfield y dénonce les dealers qui sont les nouveaux esclavagistes de la jeune société métissée américaine. Il se situe dans la lignée d'Isaac Hayes (Les Nuits rouges de Harlem).
En 2003, l'album est désigné 69e meilleur album de tous les temps par le magazine Rolling Stone.
Il fait partie de la liste des 1001 albums qu'il faut avoir écoutés dans sa vie.

## Liste des morceaux
| No | Titre                         | Durée |
| -- | ----------------------------- | ----- |
| 1. | Little Child Runnin' Wild     | 5:23  |
| 2. | Pusherman                     | 4:50  |
| 3. | Freddie's Dead                | 5:27  |
| 4. | Junkie Chase (instrumental)   | 1:36  |
| 5. | Give Me Your Love (Love Song) | 4:14  |
| 6. | Eddie You Should Know Better  | 2:16  |
| 7. | No Thing on Me (Cocaine Song) | 4:53  |
| 8. | Think (instrumental)          | 3:43  |
| 9. | Superfly                      | 3:55  |

## Classements hebdomadaires
| Classement (1972-1973)         | Meilleure place |
| ------------------------------ | --------------- |
| Canada (Canadian Albums Chart) | 38              |
| États-Unis (Billboard 200)     | 1               |
| États-Unis (R&B Albums)        | 1               |
| Royaume-Uni (UK Albums Chart)  | 26              |

## Certifications
| Pays              | Certification | Unités certifiées |
| ----------------- | ------------- | ----------------- |
| États-Unis (RIAA) | Or            | 500 000           |